# ناسوشیوبارا، توچیگی
ناسوشیوبارا در استان توچیگی در کشور ژاپن  واقع شده‌است  که دارای جمعیت ۱۱۵٬۶۳۳ نفر و مساحت ۵۹۲٫۸۲ کیلومتر مربع با تراکم جمعیت ۱۹۵  نفر در کیلومترمربع است و در تاریخ ۱ ژانویه ۲۰۰۵ به عنوان شهر شناخته شد.